# Marcel Augusto Ortolan
Marcel Augusto Ortolan (sinh ngày 12 tháng 11 năm 1981) là một cầu thủ bóng đá người Brasil.

## Sự nghiệp câu lạc bộ
Marcel Augusto Ortolan đã từng chơi cho Vissel Kobe.

## Thống kê câu lạc bộ

### J.League
| Đội         | Năm       | J.League | J.League | J.League Cup | J.League Cup | Tổng cộng | Tổng cộng |
| Đội         | Năm       | Trận     | Bàn      | Trận         | Bàn          | Trận      | Bàn       |
| ----------- | --------- | -------- | -------- | ------------ | ------------ | --------- | --------- |
| Vissel Kobe | 2009      | 10       | 3        | 4            | 1            | 14        | 4         |
| Tổng cộng   | Tổng cộng | 10       | 3        | 4            | 1            | 14        | 4         |